# 東海漬物
東海漬物株式会社（とうかいつけもの）は、愛知県豊橋市に本社を置き、漬物を主とした製造・販売を行っている食品メーカーである。コーポレート・スローガンは「純日本品質」。

## 概要
1941年（昭和16年）、愛知県名古屋市中村区にて創業。第二次世界大戦で社屋を焼失したため、1945年（昭和20年）に愛知県渥美郡田原町（現在の田原市）に本社を移転。その後、1962年（昭和37年）の豊橋工場完成と共に本社を豊橋市に移転している。
また、2014年（平成26年）まで漬物業界最大手であるピックルスコーポレーションの親会社であった。2021年（令和3年）現在も15.20%を所有する筆頭株主である。
主な商品は本漬け、キムチ、浅漬けの3分野で、本漬けの代表的なブランドである「きゅうりのキューちゃん」は、1962年（昭和37年）から発売されているロングセラー商品となっている。

## 沿革
- 1941年（昭和16年） - 愛知県名古屋市中村区にて設立。
- 1945年（昭和20年） - 愛知県渥美郡田原町（現在の田原市）に本社移転。
- 1960年（昭和35年） - 樽詰めから袋詰め漬物分野に進出。
- 1962年（昭和37年） - 愛知県豊橋市（向草間町）に本社移転。きゅうりのキューちゃん製造開始。
- 1969年（昭和44年） - 田原町（現在の田原市）に工場新設。
- 1977年（昭和52年） - きゅうりのキューちゃん10億袋販売達成。
- 1992年（平成4年） - きゅうりのキューちゃん、食品ヒット大賞においてロングセラー賞受賞。
- 2000年（平成12年） - 熟うま辛キムチを発売。
- 2003年（平成15年） - 本社を豊橋市駅前大通へ移転。社名を「東海漬物製造」から「東海漬物」へ変更。
- 2004年（平成16年） - 熟うま辛キムチからこくうまキムチにリニューアル。
- 2006年（平成18年） - 旧本社跡地（向草間町）に「漬物機能研究所」設立。
- 2010年（平成22年） - けいおん!のキャラクターである琴吹紬にちなんだ商品「〜ムギちゃんの眉毛〜『実はこれ、沢庵なの♪』」を発売[6]。
- 2012年（平成24年） - きゅうりのキューちゃん発売50周年。コクと旨味をアップさせ、新デザイン・省資源化パッケージでリニューアル発売。
- 2016年（平成28年） - 赤から監修キムチを発売。
- 2018年（平成30年） - そぼろ風キューちゃんを発売。
- 2021年（令和3年）
  - 8月 - 子会社の中部農産株式会社を吸収合併[7][8]。
  - 9月 - 株式会社荒井食品を完全子会社化[5]。
- 2024年（令和6年）3月29日 - 株式会社synergy farmを完全子会社化[9]。

## 事業所
- 支店 - 東京・大阪・名古屋
- 営業所 - 北海道・東北・北関東・甲信越・横浜・千葉・北陸・中四国・九州
- 工場 - 田原・豊橋マザー・所沢・榛名・尾西・彦根・茨城・守谷

## 主な商品
| - きゅうりのキューちゃん（キュウリ漬） - キューちゃんシリーズ - 特級福神漬 - カレー福神漬 - 味キムチ | - ごはんに合うこくうま（キムチ漬） - 沢庵 - ショウガ漬 - ラッキョウ漬 - 千枚漬 他 |

## 関連会社
※ 関東農産株式会社美浦と群馬は同名の別法人
- 株式会社日高フレッシュ - コンビニ、量販店向け浅漬けの製造販売
- 株式会社荒井食品 - 茄子浅漬の製造販売
- 株式会社太陽漬物 - 沢庵の製造販売
- 九州農産株式会社 - 沢庵の製造販売
- 関東農産株式会社（美浦） - 沢庵の製造販売
- 関東農産株式会社（群馬） - 業務用漬物製品の製造販売
- 株式会社synergy farm - 胡瓜農業法人
- 株式会社霧島農産 - 沢庵の製造販売